# Jamamoto Kaito
Jamamoto Kaito (Sizuoka, 1985. július 10. –) japán válogatott labdarúgó.

## Nemzeti válogatott
A japán U23-as válogatott tagjaként részt vett a 2008. évi nyári olimpiai játékokon.